# Poussi
Safenaz Moustafa Adry (El Cairo, 26 de noviembre de 1953), más conocida como Poussi, es una actriz egipcia.

## Biografía
Poussi nació en El Cairo en 1953. Inició su carrera en el cine egipcio a mediados de la década de 1960 como actriz infantil y juvenil. En las décadas posteriores registró numerosas apariciones en películas como Al Amaleqa, Lyaly Lan Taaood, Al Dahaya y Al Zammar, figurando en las pantallas egipcias hasta la década de 2000. En 2019 retornó a la pantalla chica en la serie de televisión Qaid Aayeli.
En 1972 se casó con el prominente actor egipcio Nour El Sherief, con quien tuvo dos hijas. La pareja se divorció en 2006 y nuevamente se comprometió en matrimonio en 2015. El Sherief falleció el 11 de agosto de ese mismo año.

## Filmografía destacada
- Al Amaleqa, 1974 (en árabe: العمالقة‎)
- Lyaly Lan Taaood, 1974 (en árabe: ليالي لن تعود‎)
- Al Dahaya, 1975 (en árabe: الضحايا‎)
- Sana Ola Hobb, 1976 (en árabe: سنة أولى حب‎)
- Seqan Fel Wahl, 1976 (en árabe: سيقان في الوحل‎)
- Qwtta Ala Nar, 1977 (en árabe: قطة على النار‎)
- Laenet Al Zaman, 1979
- Al Aasheqa, 1980 (en árabe: العاشقة‎)
- Habibi Daeman, 1980 (en árabe: حبيبي دائما‎)
- Fottowat Boulak, 1981
- Fettowat Al Gabal, 1982
- Marzooka, 1983 (en árabe: مرزوقة‎)
- Al Zammar, 1984
- Al Shaytan Youghanny, 1984
- Fettewwet Al Nas Al Ghalaba, 1984
- Seraa Al Ayyam, 1985
- Al Zeyara Al Akheera, 1986 (en árabe: الزيارة الأخيرة‎)
- Saat Al Fazaa, 1986
- Al Amaleyya 42, 1987
- Ragol Fe Fakh Al Nasaa, 1987
- Lebet Al Kobar, 1987
- Al Kammasha, 1988
- Zaman Hatem Zahran, 1988
- Shayateen Al Madina, 1991
- Ibn Al Gabal, 1992
- Leabet Al Entqam, 1992
- Karawana, 1993
- Al Aasheqan, 2000 (en árabe: العاشقان‎)
- Al Lahazat Allaty Ekhtafet, 2001